# Betsäule von Halle (Saale)
Die Betsäule von Halle ist ein hoher gotischer Bildstock aus vorreformatorischer Zeit, der heute am Universitätsring steht.

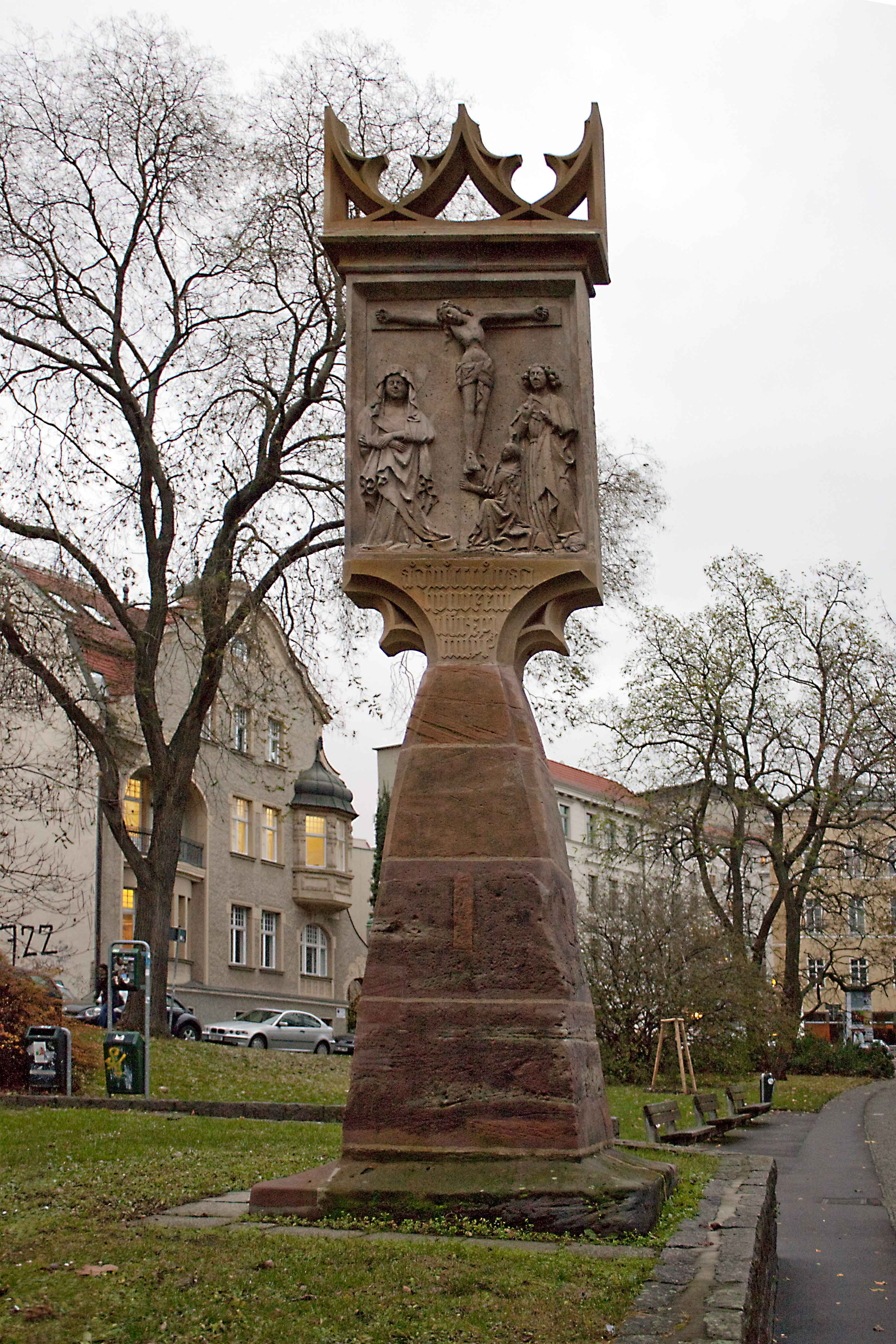
Betsäule von Halle (Saale) mit Kreuzigung Christi

## Geschichte
Der mittelalterliche Bildstock wurde zum Dank für Christi Hilfe bei der Überwindung der Pestepidemien von 1449 und 1452 im Jahre 1455 errichtet. Die Betsäule stand zunächst auf dem Gelände des späteren Leipziger Platzes, der im Areal des heutigen Riebeckplatzes lag, und damit außerhalb der Befestigungsanlagen der Stadt Halle. Dort verlief ehemals die Straße von Magdeburg nach Halle und weiter ins Sächsische. Der Standort lag unweit des städtischen Galgens. Die Säule diente Wanderern, Fuhrleuten und Delinquenten als Andachts- und Gebetsstätte. Sie wurde 1840 restauriert, 1928 zunächst zum Franckeplatz und 1972 in die Grünanlagen des Universitätsrings – ihrem heutigen Standort – umgesetzt. 2012 wurde die Betsäule grundhaft saniert.

## Beschreibung
Baulich sind drei Teile erkennbar. Sie besteht aus einem sich von unten nach oben stark verjüngenden (pyramidenähnlichen) Sockel. Darauf befindet sich die große Relieftafel. Sie zeigt die Kreuzigung Christi umgeben von Johannes, Maria und Maria Magdalena. Auf der anderen Seite ist die Kreuztragung Christi auf dem Weg nach Golgatha abgebildet. Den Abschluss bildet ein Maßwerkkamm.

## Bedeutung
Die Betsäule ist als sakrales Bauwerk eine Seltenheit im mitteldeutschen Raum und Halles einzige verbliebene mittelalterliche Freiplastik.